# Zwackhiomyces
Zwackhiomyces is een geslacht van schimmels behorend tot de familie Xanthopyreniaceae. Het geslacht werd wetenschappelijk beschreven door Martin Grube en Josef Hafellner in 1990, met Zwackhiomyces coepulonus toegewezen als de typesoort.
De geslachtsnaam Zwackhiomyces is ter ere van Philipp Franz Wilhelm von Zwackh-Holzhausen (1826–1903), een Duitse botanicus (Lichenologie en Mycologie). Hij was ook militair officier en landeigenaar in de buurt van Heidelberg. Hij was financieel onafhankelijk en bezat een groot Herbarium.

## Soorten
Volgens Index Fungorum telt het geslacht 27 soorten (peildatum maart 2023):
| Soortnaam                     | Auteur(s)                            | Publicatiejaar |
| ----------------------------- | ------------------------------------ | -------------- |
| Zwackhiomyces aspiciliae      | Halıcı & Candan                      | 2009           |
| Zwackhiomyces berengerianus   | (Arnold) Grube & Triebel             | 1990           |
| Zwackhiomyces calcariae       | (Flagey) Hafellner & Nik. Hoffm.     | 2000           |
| Zwackhiomyces calcisedus      | Cl. Roux                             | 2014           |
| Zwackhiomyces cervinae        | Calat., Triebel & Pérez-Ort.         | 2007           |
| Zwackhiomyces coepulonus      | (Norman) Grube & R. Sant.            | 1990           |
| Zwackhiomyces diederichii     | D. Hawksw. & Iturr.                  | 2006           |
| Zwackhiomyces dispersus       | (J. Lahm ex Körb.) Triebel & Grube   | 1990           |
| Zwackhiomyces echinulatus     | Brackel                              | 2008           |
| Zwackhiomyces heppiae         | van den Boom                         | 2010           |
| Zwackhiomyces immersae        | (Arnold) Grube & Triebel             | 1990           |
| Zwackhiomyces lacustris       | (Arnold) Orange                      | 2002           |
| Zwackhiomyces lecanorae       | (Stein) Nik. Hoffm. & Hafellner      | 2000           |
| Zwackhiomyces lecideae        | Y. Joshi                             | 2021           |
| Zwackhiomyces lithoiceae      | (B. de Lesd.) Hafellner & Volk. John | 2006           |
| Zwackhiomyces melanohaleae    | Etayo & van den Boom                 | 2014           |
| Zwackhiomyces namibiensis     | Diederich & M. Schultz               | 2009           |
| Zwackhiomyces parmotrematis   | van den Boom                         | 2018           |
| Zwackhiomyces peltigerae      | Miądl. & Alstrup                     | 1995           |
| Zwackhiomyces polischukii     | Darmostuk & Khodos.                  | 2017           |
| Zwackhiomyces rolfii          | Etayo                                | 2010           |
| Zwackhiomyces sipmanii        | Diederich & Zhurb.                   | 2009           |
| Zwackhiomyces socialis        | (Körb.) Cl. Roux                     | 2009           |
| Zwackhiomyces solenopsorae    | van den Boom                         | 2010           |
| Zwackhiomyces sphinctrinoides | (Zwackh) Grube & Hafellner           | 1990           |
| Zwackhiomyces sulcatus        | Pérez-Ort. & Etayo                   | 2011           |
| Zwackhiomyces turcicus        | Kocakaya, Halıcı & Aksoy             | 2011           |